# Xã Linn, Quận Cedar, Missouri
Xã Linn (tiếng Anh: Linn Township) là một xã thuộc quận Cedar, tiểu bang Missouri, Hoa Kỳ. Năm 2010, dân số của xã này là 3.880 người.